# 西格弗里德·伦德贝里
西格弗里德·伦德贝里（瑞典語：Sigfrid Lundberg，1895年2月15日—1979年5月19日），瑞典男子自行车运动员。他曾代表瑞典参加1920年夏季奥林匹克运动会自行车比赛，获得男子团体公路赛银牌。